# WIN 18446
WIN 18446 ist eine chemische Verbindung, die bereits in den 1960er-Jahren als Verhütungsmittel für Männer untersucht wurde und dabei viel Potenzial zeigte, aber nie vermarktet wurde. Jahre später wurde die Forschung von WIN 18446 als potenzielles Verhütungsmitteln für Männern wieder aufgegriffen.

## Pharmakologie
WIN 18446 ist ein Inhibitor der Aldehyddehydrogenase 1a2, die zur Enzymfamilie der Aldehyddehydrogenasen zählt und die Bildung von Retinsäure hemmt. Da Aldehyddehydrogenasen auch am Ethanolstoffwechsel beteiligt sind, hat WIN 18446 Nebenwirkungen wie Disulfiram (Antabuse). WIN 18446 kann auch teratogene Wirkungen haben.

## Forschung
Ursprünglich untersuchte in den 1950er-Jahren ein Team an Forschern WIN 18446 auf seine möglichen amöbiziden Wirkungen. Als dann zufällig anti-spermatogenese Effekte in Tierversuchen beobachtet wurden, fokussierten sich die Forscher auf die mögliche Verwendung von WIN 18446 als Verhütungsmittel. In Studien an männlichen Tieren (Nagetieren, Wölfen, Katzen) erwies sich WIN 18446 als sicheres, wirksames und reversibles orales Kontrazeptivum. Ende der 1950er-Jahre wurden daraufhin im US-amerikanischen Bundesstaat Oregon Studien an Menschen durchgeführt, zuerst an Gefangenen. Bei dieser Studie wurden keine Beschwerden bezüglich des Mittels protokolliert. In einer Studie mit 9 Männern, denen der Stoff 23 Wochen lang zweimal täglich oral verabreicht wurde, sank die Spermienzahl innerhalb von 8 bis 11 Wochen auf 0 bis 4 Millionen Spermien pro Milliliter.
Bei der Anwendung in der Allgemeinbevölkerung traten jedoch schnell Fälle von Nebenwirkungen wie Kopfschmerzen, Übelkeit, Schwitzen und Erbrechen auf. Es stellte sich heraus, dass sich der Stoff nicht mit Alkoholkonsum verträgt. Nach dieser Erkenntnis wurde WIN 18446 als Verhütungsmittel für Männer verworfen.
Erst 2007, rund 50 Jahre später, wurde die Forschung an WIN 18446 durch John Amory, einen Medizinprofessor aus Washington, wieder aufgegriffen. Er erkannte, dass die Unverträglichkeit des Mittels mit Alkohol auf das Enzym Aldehyddehydrogenase 1a2 zurückzuführen ist.